# (18506) 1996 PY6
1996 بي واي 6 (ويعرف أيضًا باسم (18506) 1996 بي واي 6 وفق تسمية الكوكب الصغير) (بالإنجليزية: 1996 PY6)‏ هو كويكب ضمن حزام الكويكبات؛ وترتيبه 18506 من حيث الاكتشاف.
اكتُشف هذا الجُرم الفلكي بواسطة Jack B. Child ‏ في 15 أغسطس 1996.

## وصلات خارجية
- (18506) 1996 PY6 في قاعدة بيانات مختبر الدفع النفاث لأجرام النظام الشمسي الصغيرة

- الاكتشاف · مخطط المدار ·  العناصر المدارية · المعلمات المادية

- (18506) 1996 PY6 على موقع ويكي سكاي: DSS2, SDSS, GALEX, IRAS, Hydrogen α, X-Ray, Astrophoto, Sky Map, Articles and images